# Mário da Silva Pedreira Júnior
Mário da Silva Pedreira Júnior dit Mário Júnior est un joueur brésilien de volley-ball né le 3 mai 1982 à Rio de Janeiro (État de Rio de Janeiro). Il mesure 1,92 m et joue libero. Il est international brésilien.

## Clubs
| Club                | De        | À         |
| ------------------- | --------- | --------- |
| America FC          | 1999-2000 | 1999-2000 |
| Vasco de Gama       | 2000-2001 | 2001-2002 |
| Blumenau            | 2002-2003 | 2003-2004 |
| Ulbra               | 2004-2005 | 2005-2006 |
| Cimed Florianópolis | 2006-2007 | 2009-2010 |
| Vôlei Futuro        | 2011-2012 | 2011-2012 |
| RJ Vôlei            | 2012-2013 | ...       |

## Palmarès

### Club et équipe nationale
- Championnat du monde (1)
  - Vainqueur : 2010
- Ligue mondiale (2)
  - Vainqueur : 2009, 2010
  - Finaliste : 2013
- Championnat du Brésil (4)
  - Vainqueur : 2008, 2009, 2010, 2013
  - Finaliste : 2007, 2012

### Distinctions individuelles
- Meilleur libero de la Ligue mondiale 2010